# Smith & Wesson M&P15-22
Smith & Wesson M&P15-22 — американская самозарядная винтовка калибра .22 LR производства компании Smith & Wesson. Создана на основе Smith & Wesson M&P15, относится к семейству винтовок AR-10. Используется для охоты и спорта.

## Описание
В отличие от оригинальной AR-15, эта винтовка использует не принцип прямого газоотвода, а свободного затвора, и изготавливается из полимерных материалов. Из полимеров выполнены ствольная коробка (у AR-15 она изготовлена из алюминия), магазины, цевьё и планка Пикатинни. Предохранитель и затвор абсолютно идентичны тем, что установлены на AR-15. Существует также вариант MOE (Magpul Original Equipment) с особой пистолетной рукояткой и прикладом, а также прицелами MBUS и гладким стволом.

## Использование
Отдача винтовки довольно небольшая, поэтому M&P15-22 может использоваться как дешёвая альтернатива AR-15 для учебных стрельб (дешевле оригинальной AR-15), а патроны для винтовки дешевле примерно в 10 раз по сравнению с .223 Remington / 5,56×45 мм НАТО . Начинающие стрелки могут ознакомиться благодаря этому оружию со всем семейством AR-10 и с принципами работы винтовки AR-15. С M&P15-22 очень часто начинается курс обучения марксманов. В случаях, когда законодательно ограничена или запрещена продажа гражданским лицам патронов центрального воспламенения, эта винтовка может использовать патроны кольцевого воспламенения.